# Pak Jucshon
Pak Jucshon (koreaiul: 박유천), művésznevén Yoochun vagy Micky Yoochun (1986. június 4.) dél-koreai énekes, színész, dalszerző, rapper és modell, a JYJ együttes tagja. 2003-ban debütált a TVXQ együttesben. 2019-ben bejelentette visszavonulását a szórakoztatóiparból, miután drogtesztje pozitív lett és menedzsmentje felbontotta vele a szerződését.

## Élete és pályafutása

### Gyermekkora
Szöulban született, hatodikos volt, amikor családjával az Egyesült Államokba költözött, a virginiai Fairfaxbe. A Holmes Middle Schoolba és a Chantilly High Schoolba járt. A Brothers Entertainment egy válogatón fedezte fel, ennek köszönhetően került az S.M. Entertainmenthez. Egy öccse van, Juhvan, aki szintén színész.

### TVXQ
Pak 2003-ban a TVXQ együttes tagjaként debütált. Több dalt is írt együttese számára, 2005-ben Csong Junhóval és Kim Dzsunszuval közösen írta a Love After Love című dal szövegét a TVXQ Rising Sun című albumra. 2007-ben a 2007 Winter SMTown - Only Love című albumon jelent Evergreen című dala. Az együttes Mirotic című albumára Szarang annjong szarang (사랑 안녕 사랑, „Szerelem, viszlát szerelem”) címmel írt dalt. Szólódalát, a My Girlfriendet is maga komponálta, a dal angol nyelvű.
Az első japán nyelven megjelentetett szerzeménye a Kiss the Baby Sky című dal volt a TVXQ 25. japán kislemezén. Kim Dzsedzsunggal közösen írta a Kiss sita mama, szajonara (Kissしたまま、さよなら; Hepburn: Kiss Shita Mama, Sayonara, ’As We Kiss, Goodbye’) című dalt, ami a T című albumon kapott helyet. 2009-ben ugyancsak Kimmel közösen adta ki a Colors (Melody and Harmony)/Shelter című kislemezt, ami a Hello Kitty 35. születésnapjának hivatalos dala volt.

### JYJ

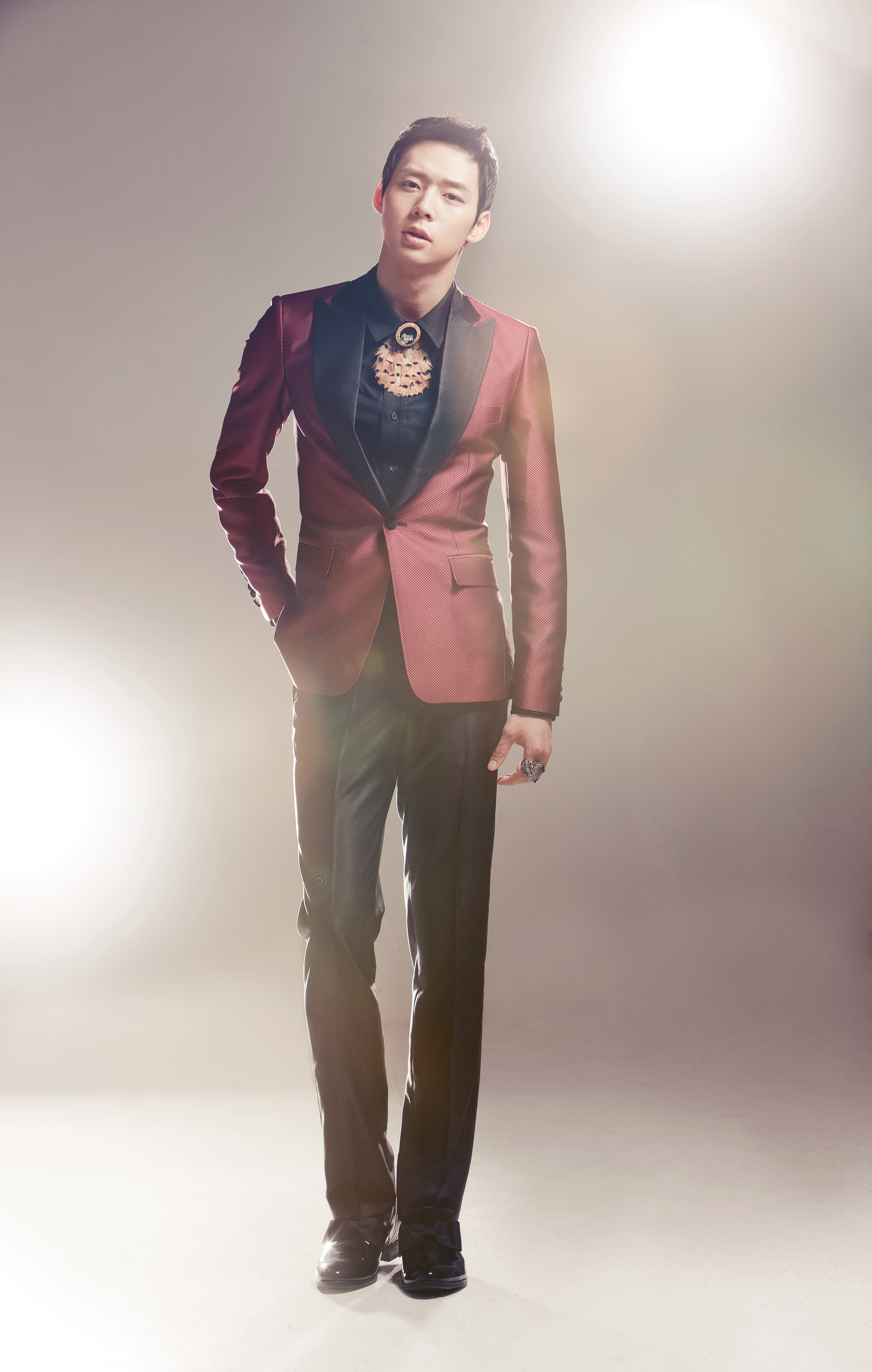
Pak Jucshon 2011-ben

2010-ben két csapattársával, Kim Dzsedzsunggal és Kim Dzsunszuval közösen pert indított az S.M. Entertainment ellen a méltánytalannak tartott szerződésük miatt. A per következtében a TVXQ duóként folytatta tovább, a kivált tagok pedig saját együttest alapítottak JYJ néven.
A JYJ 2010-ben megjelent angol nyelvű albumára felkerült Pak I Love You című szerzeménye. 2011-ben az együttes Their Rooms című albumára írta az Irumopnnun nore Part 1 (이름없는 노래, „Cím nélküli dal”) című számot. Ezen felül az In Heaven című albumra Kim Dzsedzsunggal közösen komponálta a Get Out című dalt, valamit ő írta a rapbetétet Xiah Junsu Xiahtic című szólódalához.

### Színészet

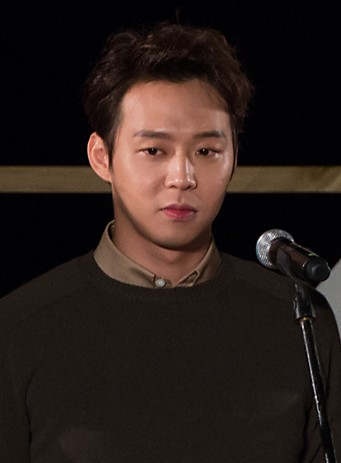
Pak a Puszani nemzetközi filmfesztiválon

2010-ben kezdődött színészi pályafutása a japán Beautiful Love ～君がいれば～ című mobiltévé-sorozatban. Nem sokkal később kapta első komoly koreai szerepét a Sungkyunkwan Scandal című sorozatban, ahol egy gazdag nemesurat alakított, aki szerelembe esik egy férfinak álcázott nővel. Alakításáért a KBS Drama Awards-on elnyerte az év új színészének, a legnépszerűbb színésznek és partnernőjével együtt a legnépszerűbb színészpárosnak járó díjat. A 6. International Seoul Drama Awardson a legjobb színésznek és legnépszerűbb ázsiai színésznek járó díjakat vehette át.
2011-ben a Miss Ripley című sorozatban szerepelt, majd 2012-ben a Rooftop Prince című sorozat címszerepében egy időutazó Csoszon-herceget alakított, aki beleszeret egy 21. századi nőbe. A sorozat nem csak Koreában volt rendkívül népszerű, Kínában már a hivatalos vetítés előtt a legnépszerűbb koreai sorozat lett.
2014-ben és 2015-ben Pak számos díjat nyert a Sea Fog című filmben nyújtott alakításával, beleértve a Paeksang Arts Awards, a Blue Dragon Awards, a Daejong Film Awards, a Puszani nemzetközi filmfesztivál, valamint SACF Beautiful Artists Awards legjobb új színésznek járó díját.

### Magánélete
JYJ-beli csapattársával, Kim Dzsedzsunggal közösen a Kangnamban található Bum's Story japán étterem tulajdonosa.

## Filmográfia

### Sorozatok
| Év # | Cím                         | Szerep                | Epizódok          |
| ---- | --------------------------- | --------------------- | ----------------- |
| 2005 | Rainbow Romance             | Jucshon               | (6. évad) 4 & 6   |
| 2005 | Banjun Theater              | középiskolás          | First Love        |
| 2005 | Banjun Theater              | kardvívó              | The Masked Fencer |
| 2006 | Banjun Theater              | önmaga                | 1 - 6             |
| 2006 | Vacation                    | önmaga                | 4                 |
| 2010 | Beautiful Love ～君がいれば | Jongszu               | 1 - 12            |
| 2010 | Sungkyunkwan Scandal        | I Szondzsun           | 1 - 20            |
| 2011 | Miss Ripley                 | Szong Juhjon / Yutaka | 1 - 16            |
| 2012 | Rooftop Prince              | I Gak / Jong Thejong  | 1 - 20            |
| 2012 | Missing You                 | Han Dzsongu           | 5 - 21            |
| 2014 | Three Days                  | Han Thegjong          | 1 - 16            |
| 2015 | A Girl Who Sees Smells      | Cshö Mugak            | 1 - 16            |

### Filmek
| Év   | Cím                                                   | Szerep           |
| ---- | ----------------------------------------------------- | ---------------- |
| 2011 | The Hometown In Which I Used To Live (dokumentumfilm) | narrátor         |
| 2014 | Sea Fog                                               | Tongsik          |
| 2017 | Lucid Dream                                           | titokzatos férfi |